# Nicolás Romat
Nicolás Romat (Azul, 6 de mayo de 1988) es un futbolista argentino. Juega de lateral derecho, lateral izquierdo o defensor central. Su actual equipo es Ramón Santamarina, en la tercera categoría del fútbol argentino.

## Trayectoria
Debutó en el Quilmes Atlético Club en 2009, a la edad de 21 años, donde jugó 1 partido.
Luego fue traspasado a Central Norte de Salta.
Después de un gran torneo pasa al Club Atlético Talleres de Córdoba del Torneo Argentino A, tercera división de Argentina.
De ahí dio el salto a la Primera B Nacional, segunda división del fútbol argentino firmando con el Club Mutual Crucero del Norte, donde jugó 24 partidos y convirtió 2 goles.
En julio de 2013 fue traspasado a Atlético Tucumán. Le marcó un gol al clásico rival de Atlético, San Martín donde elude a 4 defensores y su equipo da vuelta el partido, en la victoria final de Atlético 3 a 1. Convirtió su primer doblete en el equipo tucumano en la victoria 3 a 0 ante Douglas Haig. En 2015 volvió a convertir en la fecha 29 contra Chacarita. El 8 de noviembre de 2015 se consagra campeón con Atlético, logrando así el ascenso a la primera división de Argentina.
En 2016 luego de 3 años en el club tucumano firma para Huracán. En el club jugó 22 partidos y anotó 2 goles, ante la llegada de Chimino, Huracán decidió cederlo.
En 2017 llega cedido al equipo tucumano, su rendimiento no fue de lo esperado pero tuvo su momento de gloria al anotarle a The Strongest en la victoria 2-1 en una noche histórica para el club. Sin embargo al finalizar el torneo a mediados de mayo, Atlético decide no renovar su préstamo y volvió a Huracán.

## Clubes
| Club                   | País                | Año       | Partidos | Goles |
| ---------------------- | ------------------- | --------- | -------- | ----- |
| Quilmes                | Argentina           | 2009-2010 | 1        | 0     |
| Central Norte (S)      | Argentina           | 2010-2011 | 36       | 4     |
| Talleres (C)           | Argentina           | 2011-2012 | 28       | 1     |
| Crucero del Norte      | Argentina           | 2012-2013 | 24       | 2     |
| Atlético Tucumán       | Argentina           | 2013-2016 | 86       | 5     |
| Huracán                | Argentina           | 2016-2017 | 22       | 2     |
| Atlético Tucumán       | Argentina           | 2017-2018 | 22       | 1     |
| Den Bosch              | Países Bajos        | 2018-2019 | 21       | 1     |
| Huracán                | Argentina           | 2019-2020 | 5        | 0     |
| Almagro                | Argentina           | 2020-2022 | 14       | 1     |
| Universitario de Sucre | Bolivia             | 2022-2024 |          |       |
| Ramón Santamarina      | Argentina           | 2024-     |          |       |
| Total en la carrera    | Total en la carrera |           | 259      | 17    |

## Palmarés

### Campeonatos nacionales
| Título             | Club             | Año     |
| ------------------ | ---------------- | ------- |
| Primera B Nacional | Quilmes          | 2009-10 |
| Primera B Nacional | Atlético Tucumán | 2015    |